# Vogelwarte Rossitten

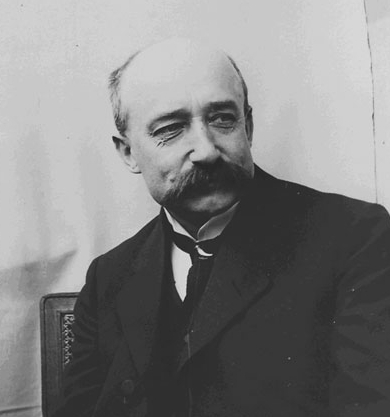
Johannes Thienemann 1912, Gründer der Vogelwarte Rossitten.

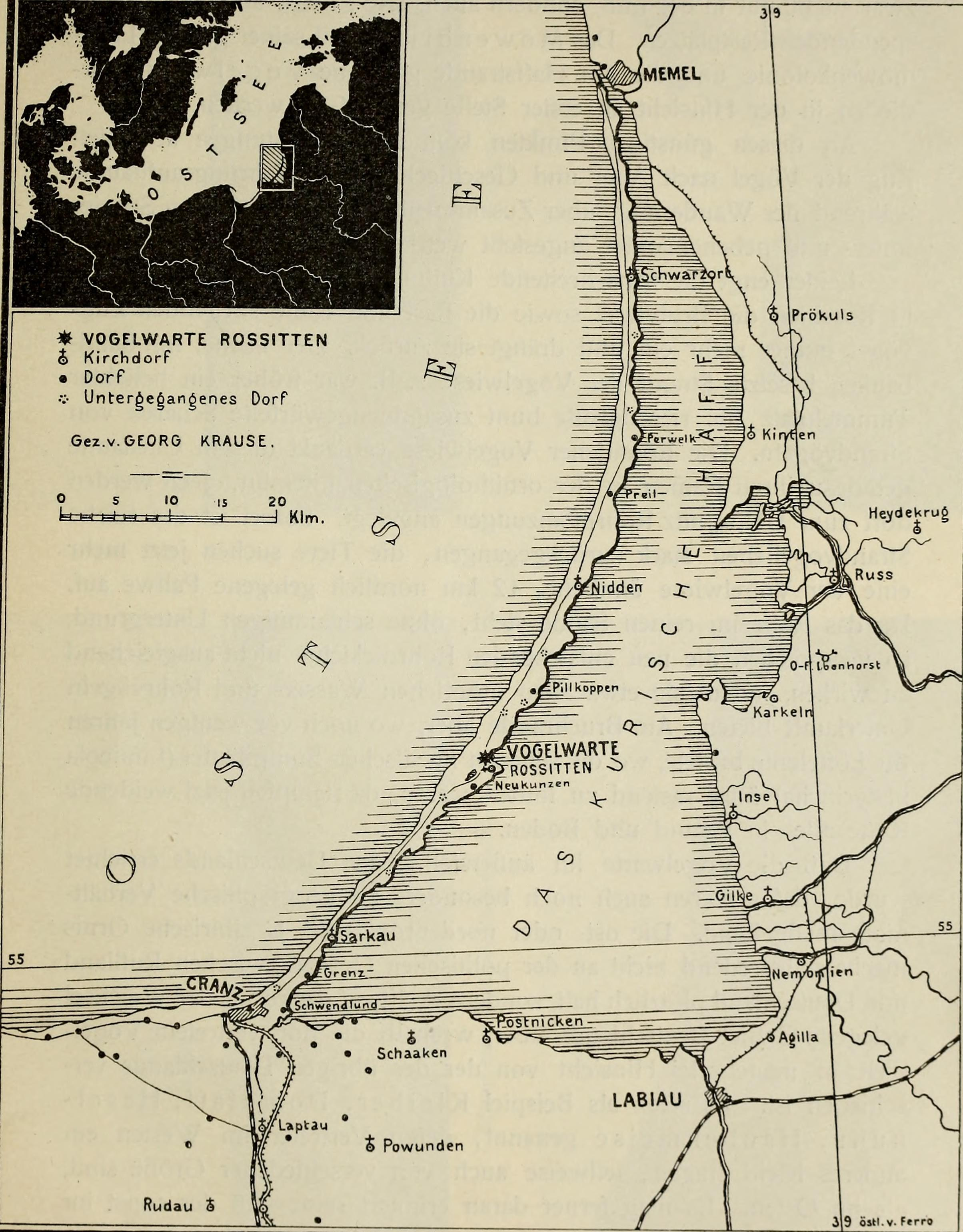
Standort der Vogelwarte zwischen Ostsee und Kurischem Haff

Die Vogelwarte Rossitten befand sich zwischen 1901 und 1944 in Rossitten (heute: Rybatschi) auf der Kurischen Nehrung am Rande der Ostsee in Ostpreußen. Getragen wurde die ornithologische Forschungsstation anfangs durch die Deutsche Ornithologische Gesellschaft und die Universität Königsberg, ab 1923 gehörte sie zur Kaiser-Wilhelm-Gesellschaft.
Die Vogelwarte Rossitten war die erste ornithologische Forschungsstation der Welt und erlangte durch ihre Pionierarbeit Weltruf.
Neben dem Gründer Johannes Thienemann gehörte Albert Möschler zu den Männern der ersten Stunde.
Seit 1946 wird ihre Arbeit durch die Vogelwarte Radolfzell am Bodensee fortgeführt, die seit 1959 zur Max-Planck-Gesellschaft gehört und aktuell Teil des Max-Planck-Instituts für Verhaltensbiologie ist. Eine russische Vogelwarte im heutigen Rybatschi versteht sich ebenfalls in der Nachfolge der Vogelwarte Rossitten.

## Geschichte

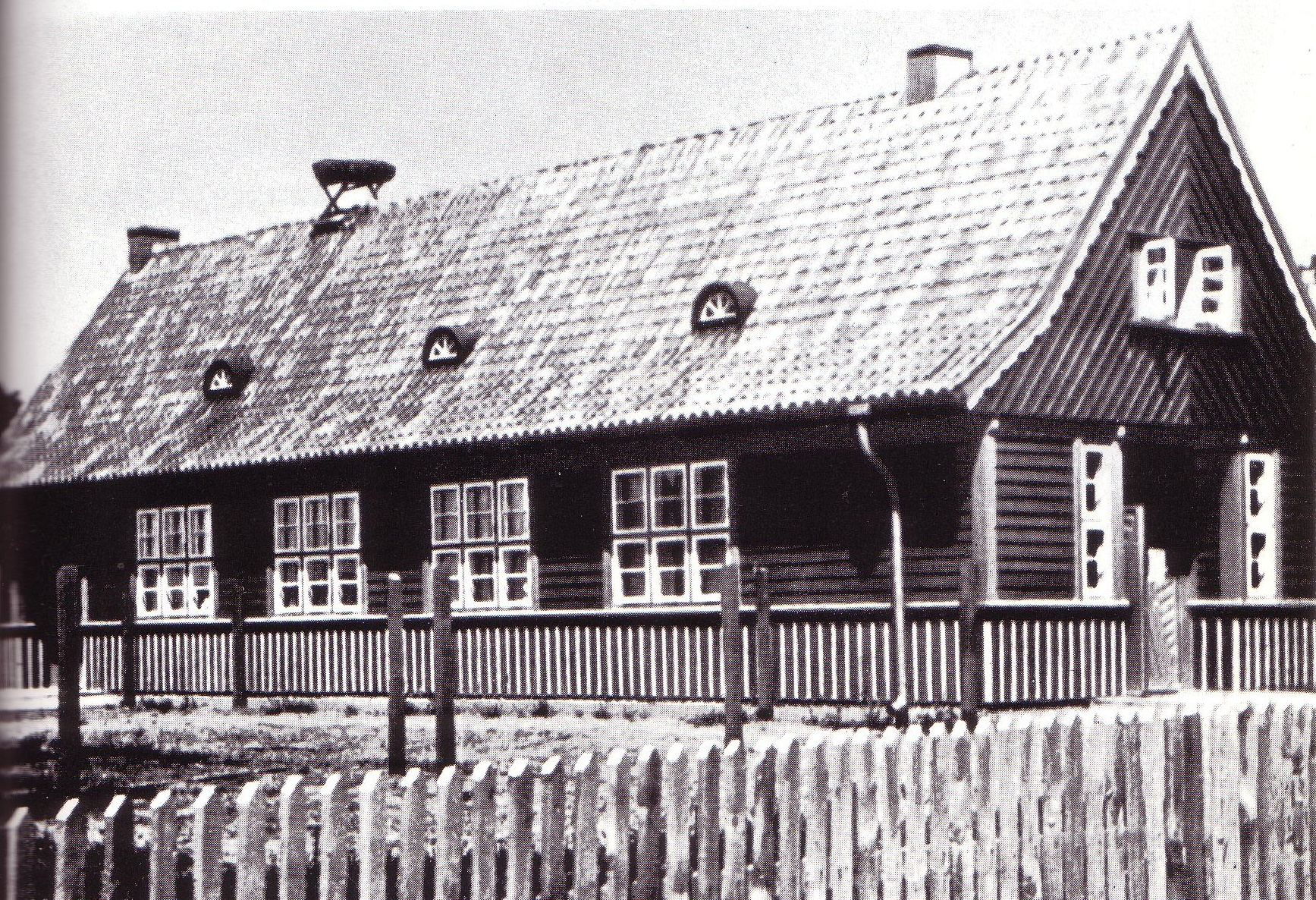
Museum der Vogelwarte Rossitten von 1931

In der zweiten Hälfte des 19. Jahrhunderts entstand eine wissenschaftliche Vogelkunde, die stark durch empirische Forschung geprägt war. Bei einem Besuch auf der Kurischen Nehrung erlebte der Ornithologe Johannes Thienemann 1896 einen „Vogelzug, so gewaltig, wie er bisher noch nie in Deutschland beobachtet worden war“. An dem schmalen Landstrich verdichten sich flaschenhalsartig die Flugrouten der Vögel, die das offene Wasser meiden: in Spitzenzeiten bis zu zwei Millionen Vögel am Tag.

### 1901 bis 1944
Aufgrund einer Anregung von Georg Rörig im Jahr 1899 und der Initiative Thienemanns wurde am 1. Januar 1901 eine „ornithologisch-biologische Beobachtungsstation“ in Rossitten gegründet, das heißt im südlichen Drittel der langgestreckten Halbinsel. Ihr erster Leiter wurde Johannes Thienemann. 1923 übernahm die Kaiser-Wilhelm-Gesellschaft zur Förderung der Wissenschaften die Station und gliederte sie in ihr Forschungsnetzwerk ein. Thienemann ging 1929 in den Ruhestand, die formale Leitung übernahm Oskar Heinroth von Berlin aus, vor Ort koordinierte Ernst Schüz die Arbeit als Kustos. 1936 wurde Schüz auch der offizielle Leiter der Vogelwarte.
Die Vogelwarte Rossitten stand in engem Kontakt mit der wissenschaftlichen Gesellschaft Albertina in Königsberg und mit dem Verhaltensforscher Konrad Lorenz, der ab 1940 an der Albertus-Universität Königsberg einen Lehrstuhl innehatte. Unter Ernst Schüz wurde in Rossitten die Beringung von Vögeln als wissenschaftliche Methode weiterentwickelt, er bereicherte die Arbeit der Vogelwarte außerdem um physiologische und ökologische Fragestellungen.
Das Institut mit den Arbeits- und Geschäftsräumen der Vogelwarte befand sich in einer geräumigen Villa in Nachbarschaft zur Kirche. 1931 wurde gleich nebenan in einem holzverschalten Neubau in der Kirchstraße ein Museum für Besucher eröffnet, mit einem Freigelände in unmittelbarer Nachbarschaft. Neben dem Kurhaus gab es eine Teichanlage mit Winterhäuschen und einer Storchen-Herde als Versuchspopulation.
Das Reichsnaturschutzgesetz von 1937 sah nur noch die Erhaltung der drei Küstenvogelwarten vor: die Vogelwarte Helgoland, Rossitten und die Vogelwarte Hiddensee. Ihnen blieb das Privileg der Beringung von Vögeln vorbehalten. Damit wurden der in Radolfzell am Bodensee ansässigen Süddeutsche Vogelwarte Existenzgrundlage und Daseinsberechtigung entzogen; aus finanziellen Gründen wurde die damals einzig vorhandene binnenländische Vogelwarte in Deutschland deshalb geschlossen.
Aufgaben
Zu den selbst gestellten Aufgaben der Vogelwarte gehörte insbesondere die Beobachtung des Vogelzugs, untergliedert in neun Teilgebiete wie Zugzeit der einzelnen Arten, Richtung sowie Höhe und Schnelligkeit der Wanderzüge. Zu den Aufgaben gehörte jedoch auch die Beobachtung der Lebensweise der Vögel, die Abschätzung des wirtschaftlichen Wertes der Vögel, die Verbesserung des Vogelschutzes, die Einrichtung einer Vogelsammlung sowie die Beschaffung von Untersuchungsmaterial für wissenschaftliche Institute und schließlich auch die Verbreitung der Kenntnis des heimatlichen Vogellebens.
Außenstellen
Der Ulmenhorst war ab 1908 eine Beobachtungsstation der Vogelwarte, die etwa sechs Kilometer südlich des Hauptgebäudes im Dünengürtel angelegt wurde. Sie wurde nach dem Ersten Weltkrieg durch „Revolutionäre“ zerstört, 1926 mit Spenden, darunter auch Zuwendungen niederländischer Vogelfreunde, wiederaufgebaut und bis 1944 genutzt. Sie trug am Giebel die Inschrift: „Zur Ehre Gottes und seiner Natur“. Geforscht wurde nicht zuletzt an Wasservögeln, die am unweit von Rossitten gelegenen Möwenbruch, dem einzigen Süßwassersee auf der Nehrung, zu finden waren.
Ernst Schüz errichtete eine weitere Außenstation mit Vogelwarte am Drausensee bei Elbing. Das Vogelparadies Drausensee ist vielfach beschrieben worden. Man konnte die Vogelzüge bei stundenlanger Dampferfahrt auf dem Oberländischen Kanal gut beobachten. Fahrten auf dem Oberländischen Kanal finden auch heute noch statt.

### Nach 1945

#### Neuanfang in Deutschland
Kriegsbedingt wurde die Vogelwarte im Oktober 1944 aufgegeben und Bibliothek und wissenschaftliches Material aus Rossitten evakuiert; Schüz „sammelte gleich nach Kriegsende die vielerorts ausgelagerten Bestände der Vogelwarte, soweit sie erreichbar waren, und suchte für das Institut eine neue Unterkunft.“ Die fand er 1946 in Möggingen bei Radolfzell im Schloss von Nikolaus Freiherr von und zu Bodman, „der als erfahrener Ornithologe lange Zeit der Zweitberingungsstelle Baden der Vogelwarte Rossitten vorgestanden hatte.“ Die seitdem als Vogelwarte Radolfzell bekannten Institution wurde am 1. April 1959 an die Abteilung von Gustav Kramer am Max-Planck-Institut für Verhaltensphysiologie angeschlossen, der jedoch bereits am 19. April 1959 beim Versuch, junge Felsentauben aus ihren Nestern zu nehmen, in Italien von einer Steilwand abstürzte und verstarb. Daraufhin ging die Leitung zunächst auf Konrad Lorenz über und ab 1967 auf Jürgen Aschoff. Bis 1998 war die Vogelwarte Radolfzell Teil des Max-Planck-Instituts für Verhaltensphysiologie, dann bis 2004 Max-Planck-Forschungsstelle für Ornithologie, anschließend bis 2019 Teil des Max-Planck-Instituts für Ornithologie. Seit Mai 2019 gehört der Standort Radolfzell zum Max-Planck-Institut für Verhaltensbiologie mit Sitz in Konstanz.

#### Neuanfang in der Sowjetunion
Im russischen Rybatschi im Oblast Kaliningrad befindet sich heute mit der „Biologischen Station“ eine Außenstelle des Zoologischen Institutes der Russischen Akademie der Wissenschaften in Sankt Petersburg. Seit diese Trägerorganisation auf Grund ihrer schlechten wirtschaftlichen Lage alle Zuschüsse gestrichen hat, wird die Forschung zum großen Teil aus Spenden und seit 1997 von der deutschen Heinz-Sielmann-Stiftung finanziert. Der Tierfilmer Heinz Sielmann, der in Königsberg aufgewachsen war, sammelte im Jahr 2001 500.000 Mark für die Vogelwarte. Seine Gattin Inge Sielmann, die Stiftungsratsvorsitzende, setzt die finanzielle Unterstützung der Vogelwarte Rossitten fort (2010). Auch die Deutsche Bundesstiftung Umwelt hilft.
Die heutige, russische Feldstation „Fringilla“, die sich in der Tradition der alten Vogelwarte sieht, befindet sich bei 55° 09′ 13″ Nord, 20° 51′ 27″ Ost etwa 200 m Luftlinie von der alten Station entfernt.
Das – bis 1944 völlig intakte – stattliche Institutsgebäude der deutschen Vogelwarte Rossitten (die Villa mit den Arbeits- und Geschäftsräumen) in der Kirchstraße (heute Ul. Gagarina) existiert nicht mehr (2013). Lediglich die Tafel „Vogelwarte Rossitten der Kaiser-Wilhelm-Gesellschaft“ gibt es noch, sie wurde an das Gebäude der Außenstelle des Zoologischen Instituts der Akademie der Wissenschaften St. Petersburg in Rybatschi (früheres deutsches Kurhotel) versetzt. Dort befinden sich auch bebilderte, deutschsprachige Informationstafeln zur Geschichte der Vogelwarte Rossitten und zu ihren Leitern Johannes Thienemann und Ernst Schüz. Das 1931 errichtete Museum beendete seine Funktion 1944, das Gebäude existiert noch, allerdings mit stark vereinfachtem Äußeren, einem Anbau und in anderer Funktion. Das frühere Wohnhaus von Thienemann in der heutigen Ul. Pobedy (Straße des Sieges), Richtung Haffufer, besteht auch noch, aber es wurde erheblich verändert und mit Anbauten ausgestattet. Eine zweisprachig beschriftete Holztafel weist auf den Gründer der Vogelwarte hin. Text: „In diesem Haus lebte … der bekannte … deutsche Ornithologe … Thienemann, der Begründer der Vogelwarte Rossitten“. Den Beobachtungsposten Ulmenhorst gibt es nicht mehr.

## Vogelzugforschung

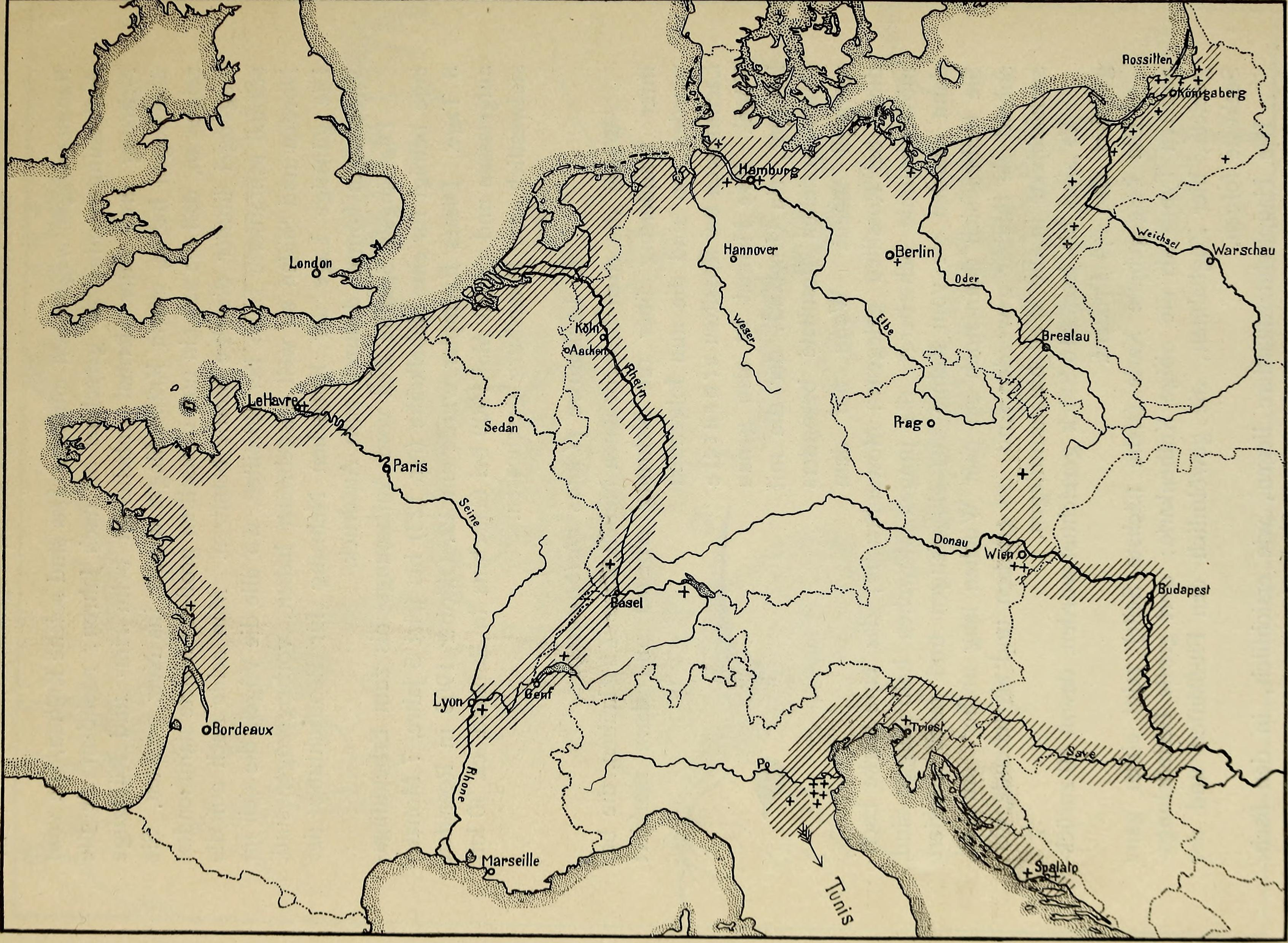
Erste Ergebnisse der Beringung: Karte des Zuges der Lachmöwe (1910)

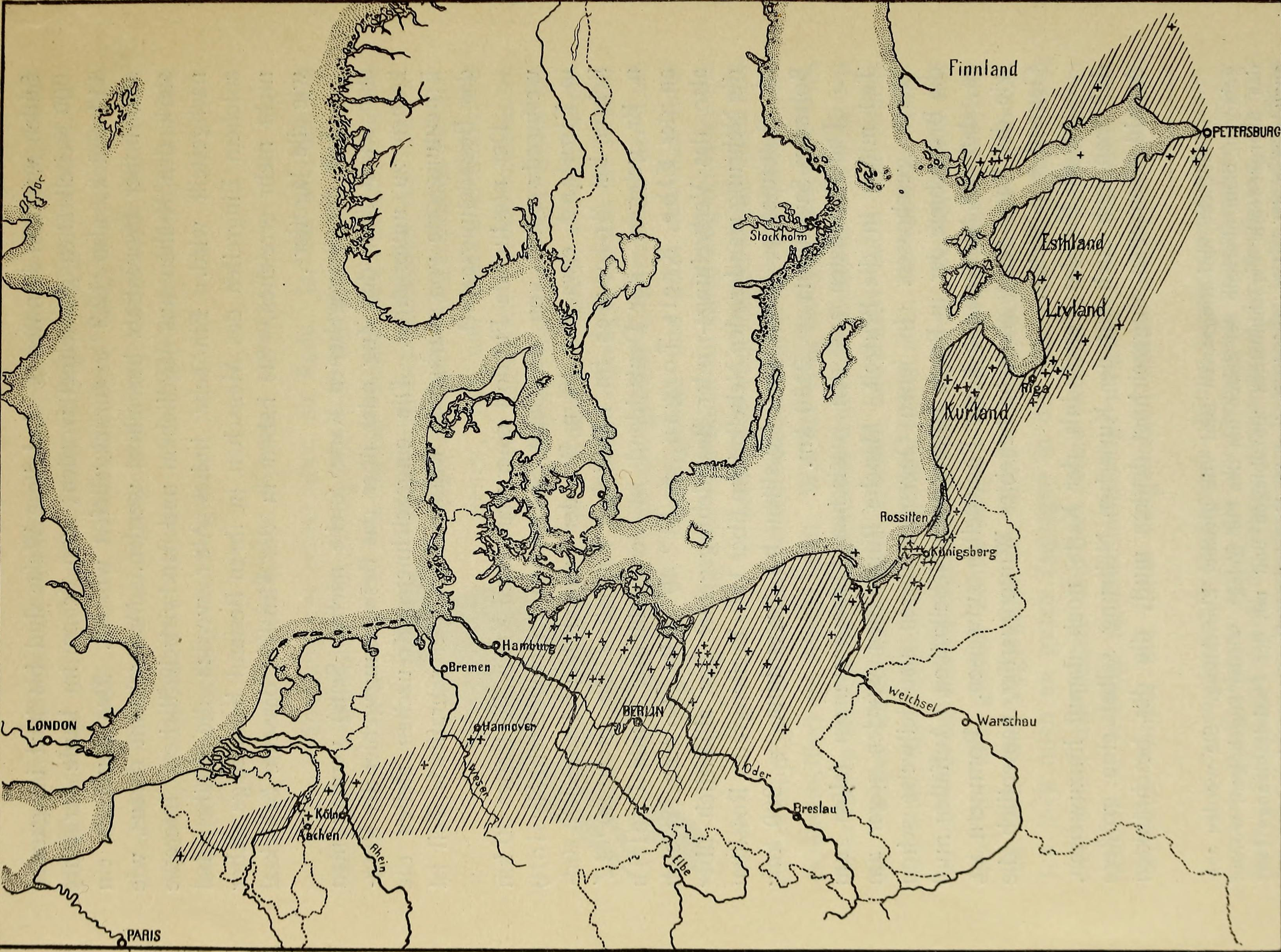
Erste Ergebnisse der Beringung: Karte des Zuges der Nebelkrähe (1910)

Erste Beringungen zur Erforschung des Vogelzugs – vor allem an Nebelkrähen, aber auch an Saatkrähen – hatte es bereits unter Thiemanns Leitung im Jahr 1903 gegeben. Im Forstwissenschaftlichen Centralblatt veröffentlichte er 1904 deswegen einen Aufruf „an die Jäger, Forstbeamte, Landwirte, Vogelliebhaber, Gärtner, überhaupt an jedermann“:

„Die Vogelwarte Rossiten wird im Herbst dieses Jahres mit einer Reihe von praktischen Versuchen beginnen, die voraussichtlich recht bemerkenswerte Aufschlüsse über einige noch so dunkle Vogelzugfragen, wie Richtung und Schnelligkeit des Zuges, geben können. Wie in weiteren Kreisen schon bekannt sein dürfte, werden in jeder Zugzeit, Herbst und Frühjahr, auf der Kurischen Nehrung Hunderte, unter Umständen Tausende von Krähen von den Eingeborenen zu Speisezwecken mit Netzen gefangen. Von diesen Vögeln soll nun eine große Anzahl durch einen um den Fuß gelegten und mit Nummer und Jahreszahl versehenen Metallring gezeichnet und dann sofort wieder in Freiheit gesetzt werden. Die Erbeutung solcher gezeichneten Tiere wird stets interessante Schlüsse zulassen. Der Versuch soll mehrere Jahre hindurch und wenn möglich im größten Maßstab fortgesetzt werden. Wenn wir dann erst Hunderte, ja – falls die Mittel der Station es erlauben – Tausende von gezeichneten Krähen in Deutschland und den angrenzenden Ländern haben, dann kann der Versuch ganz neue Gesichtspunkte über die Verbreitung einer Vogelart eröffnen und auch über die vielbesprochene Frage nach dem Alter der Vögel Aufschluss geben.“

Der Beschreibung der Vorgehensweise folgte der Appell,

„beim Erbeuten von Krähen auf die Füße der Tiere zu achten“

und vorhandene Ringe an die Vogelwarte zu schicken – „alle Auslagen werden ersetzt, auf Wunsch wird auch die Krähe bezahlt“ – sowie eine besondere Bitte an die Landwirte,

„die auf ihren Gütern durch Gift zuweilen große Mengen von Krähen erbeuten. Sie mögen sich der verhältnismäßig geringen Mühe unterziehen, die umliegenden Kadaver untersuchen zu lassen.“

Tatsächlich führte Thiemanns Experiment, das von seinem Lehrer Hans Christian Cornelius Mortensen inspiriert worden war, rasch zum Erfolg:

„Nach wenigen Jahren konnte er an Hand der Ringwiederfunde erstmals Zugwege einzelner Arten darstellen; die Vogelwarte Rossitten wurde damit zum Schrittmacher einer weltweiten Entwicklung.“

Diese Ergebnisse trugen dazu bei, dass die Vogelwarte 1923 der Kaiser-Wilhelm-Gesellschaft abgegliedert wurde.
Anfang der 1920er-Jahre haben dann der Naturforscher Max Hinsche und der Ornithologe Paul Bernhardt (* 5. Februar 1886 in Mittweida, † 29. Mai 1952 in Moritzburg) mit Unterstützung durch das Staatliche Museum für Tierkunde Dresden auf den Rossiten und auf der Vogelwarte Helgoland hunderte von Brutvogel- und Rastvogel- bzw. Gastvogelbeständen beringt. Insgesamt wurden bis 1944 rund eine Million Vögel beringt.
Aus den jährlich in der Zeitschrift Die Naturwissenschaften publizierten Tätigkeitsberichten der Vogelwarte geht hervor, dass jeweils Dutzende Veröffentlichungen in Fachzeitschriften verfasst wurden; seit dem 1. Januar 1930 wurde zudem vierteljährlich – in Gemeinschaft mit der Deutschen Ornithologischen Gesellschaft und der Vogelwarte Helgoland – die Zeitschrift Der Vogelzug herausgegeben, deren Nachfolgerin ab 1948 Die Vogelwarte war (seit 2004: Vogelwarte – Zeitschrift für Vogelkunde). 1931 veröffentlichten Ernst Schüz und Hugo Weigold (Vogelwarte Helgoland) eine ausführliche Zusammenschau ihrer Forschungen im Atlas des Vogelzugs nach den Beringungsergebnissen bei paläarktischen Vögeln.

## Impressionen

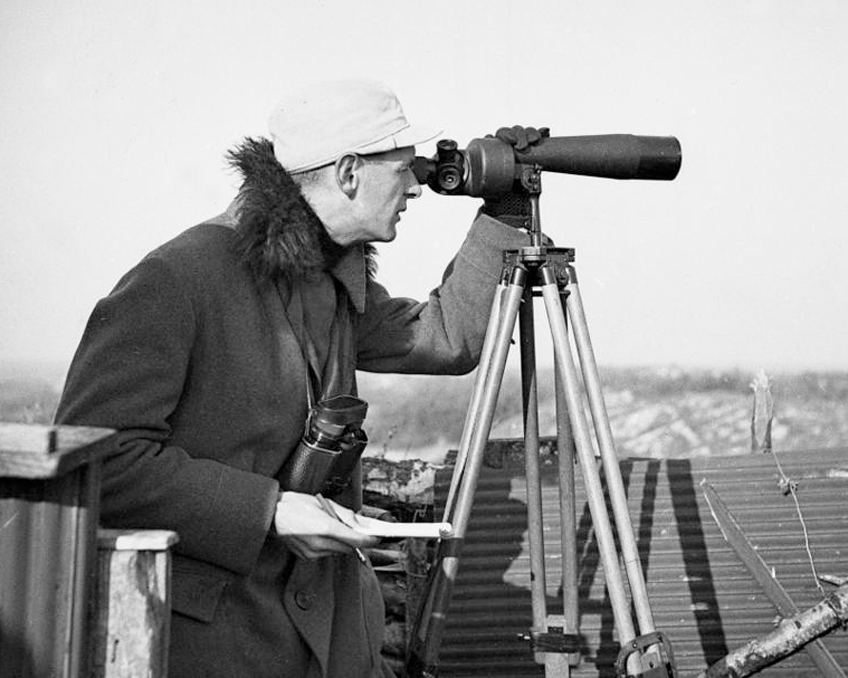
Ernst Schüz. Beobachten des Vogelfluges (1939)
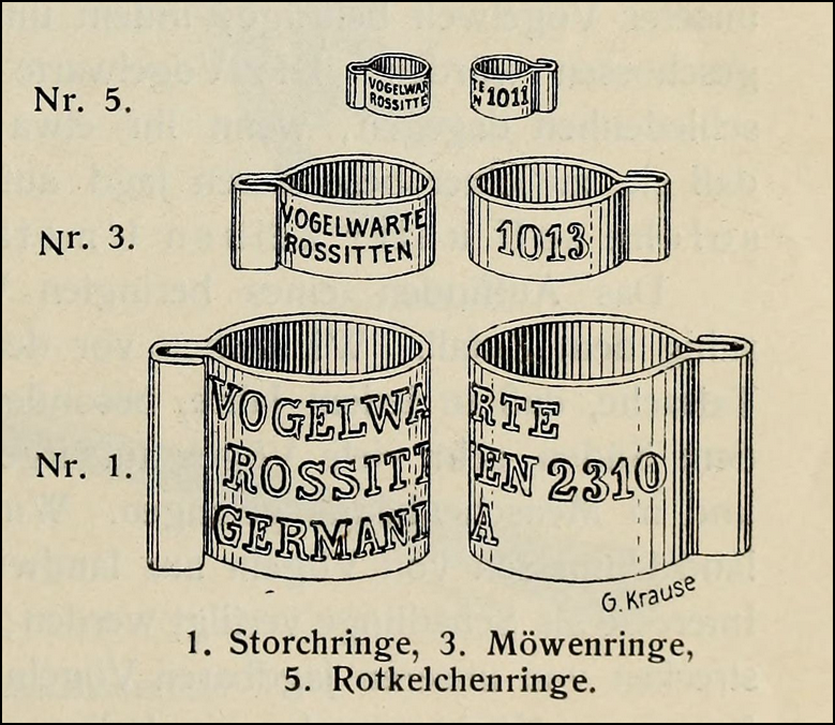
Vogelringe von 1910.
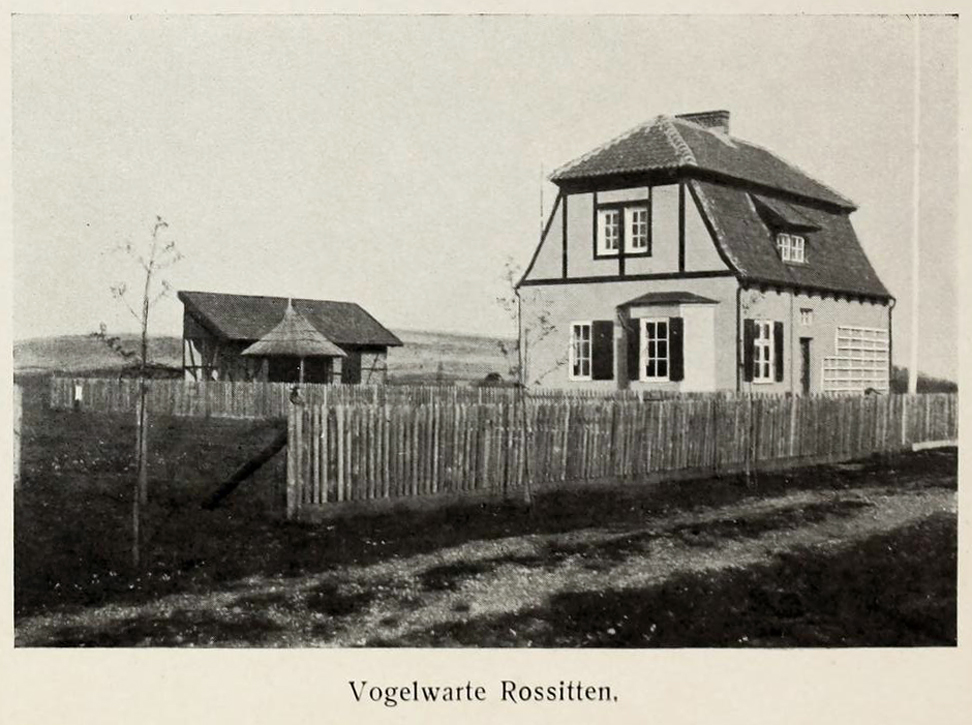
Vogelwarte Rossitten 1910
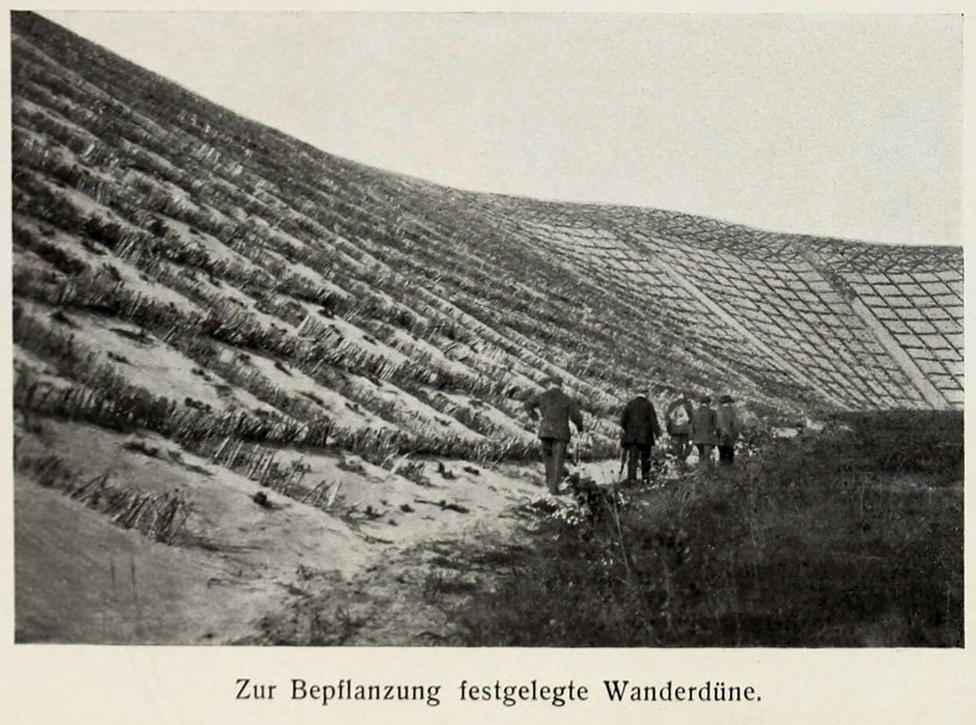
Pflanzung zur Stabilisierung der Dünen 1910
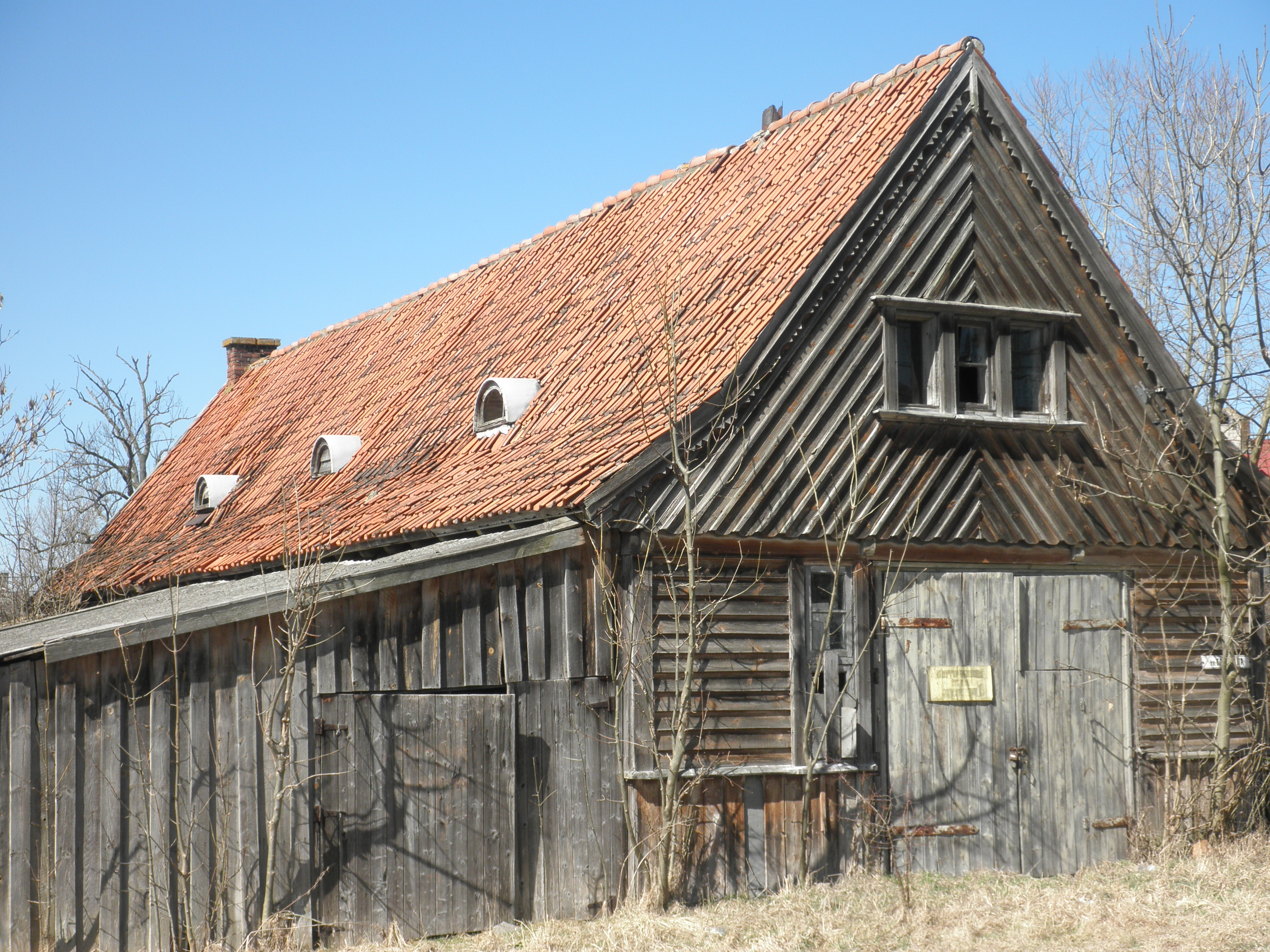
Früheres Vogelmuseum (2013)
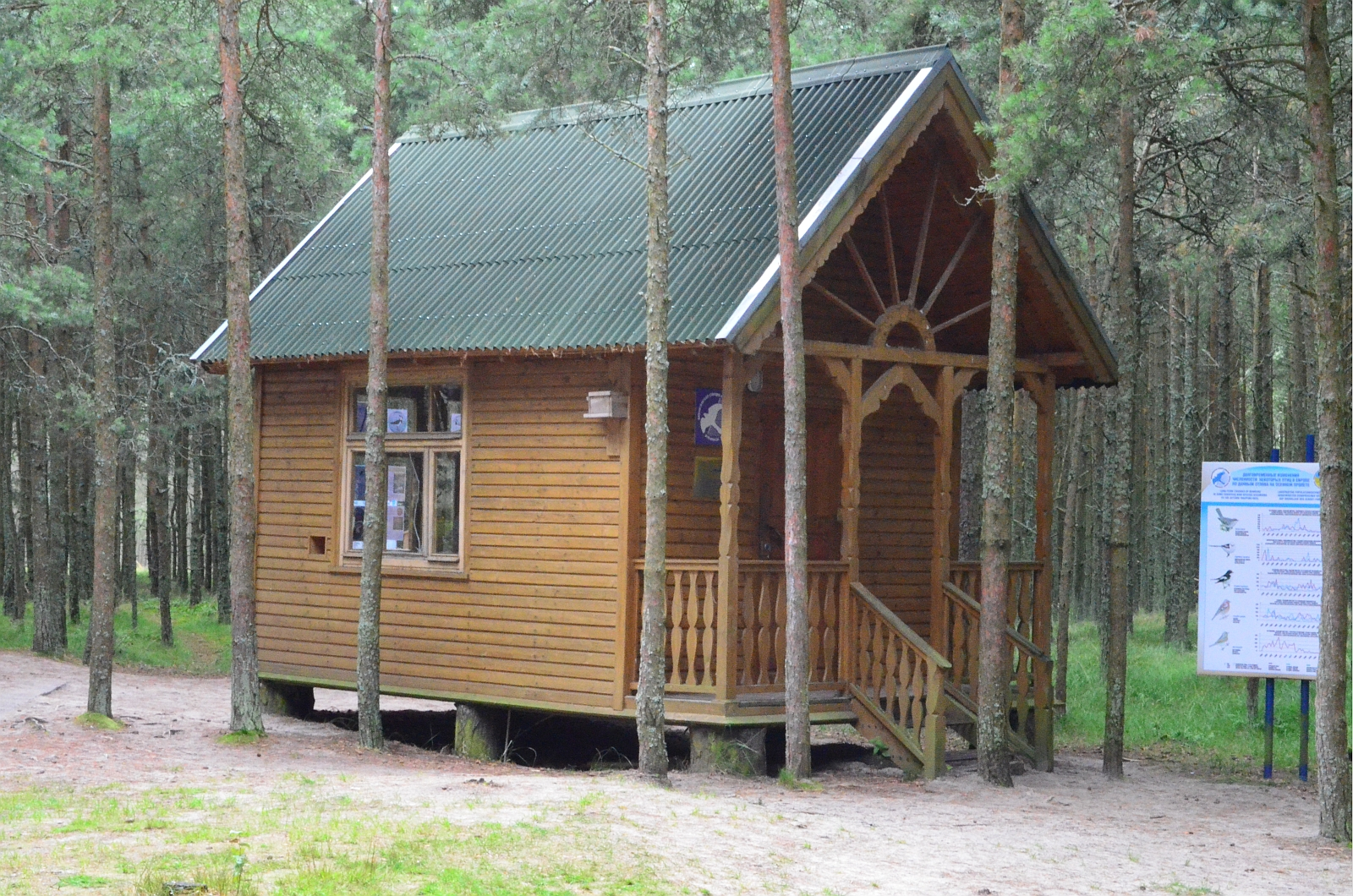
Eingang zur Feldstation Fringilla (2011)
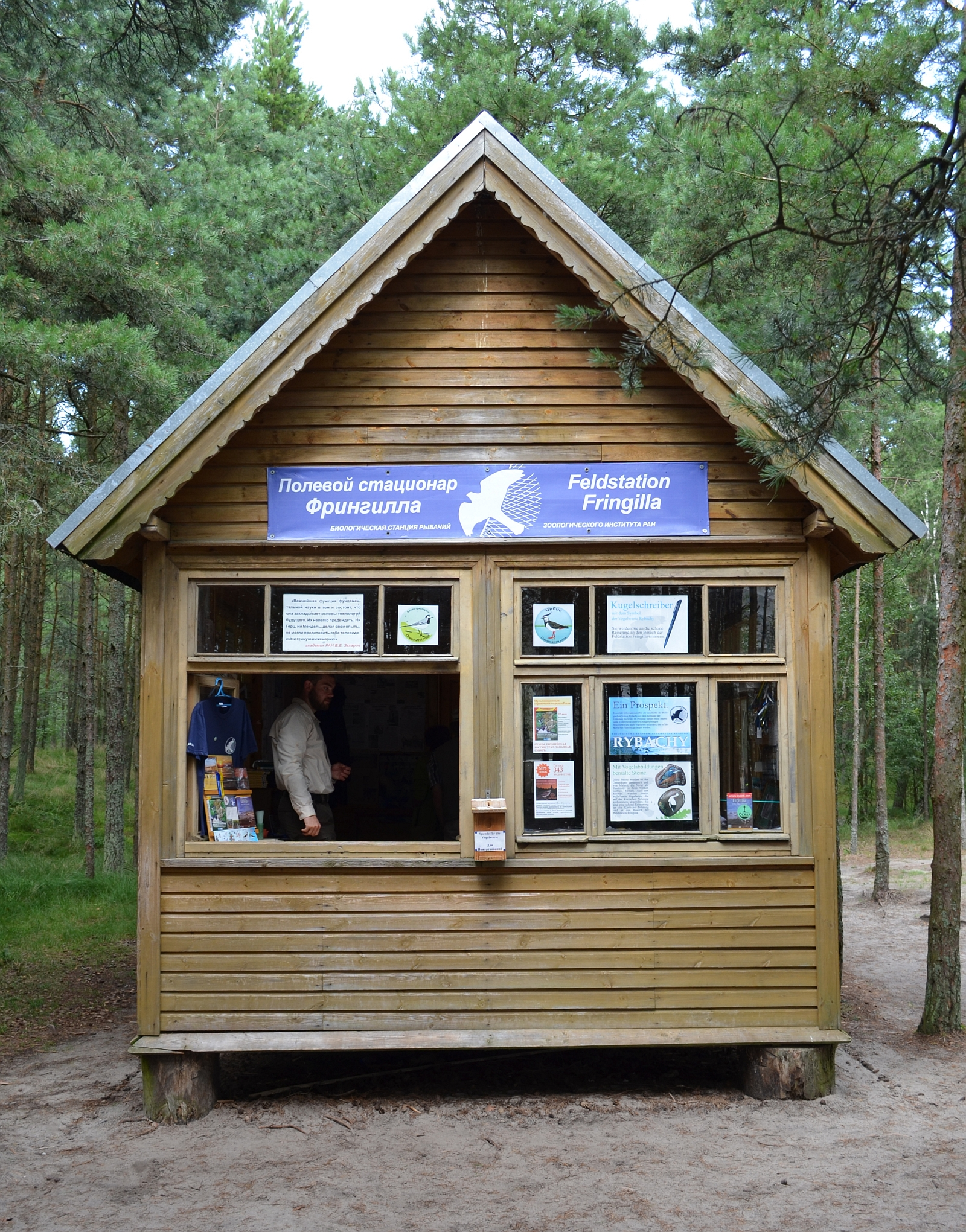
Feldstation Fringilla (2011)
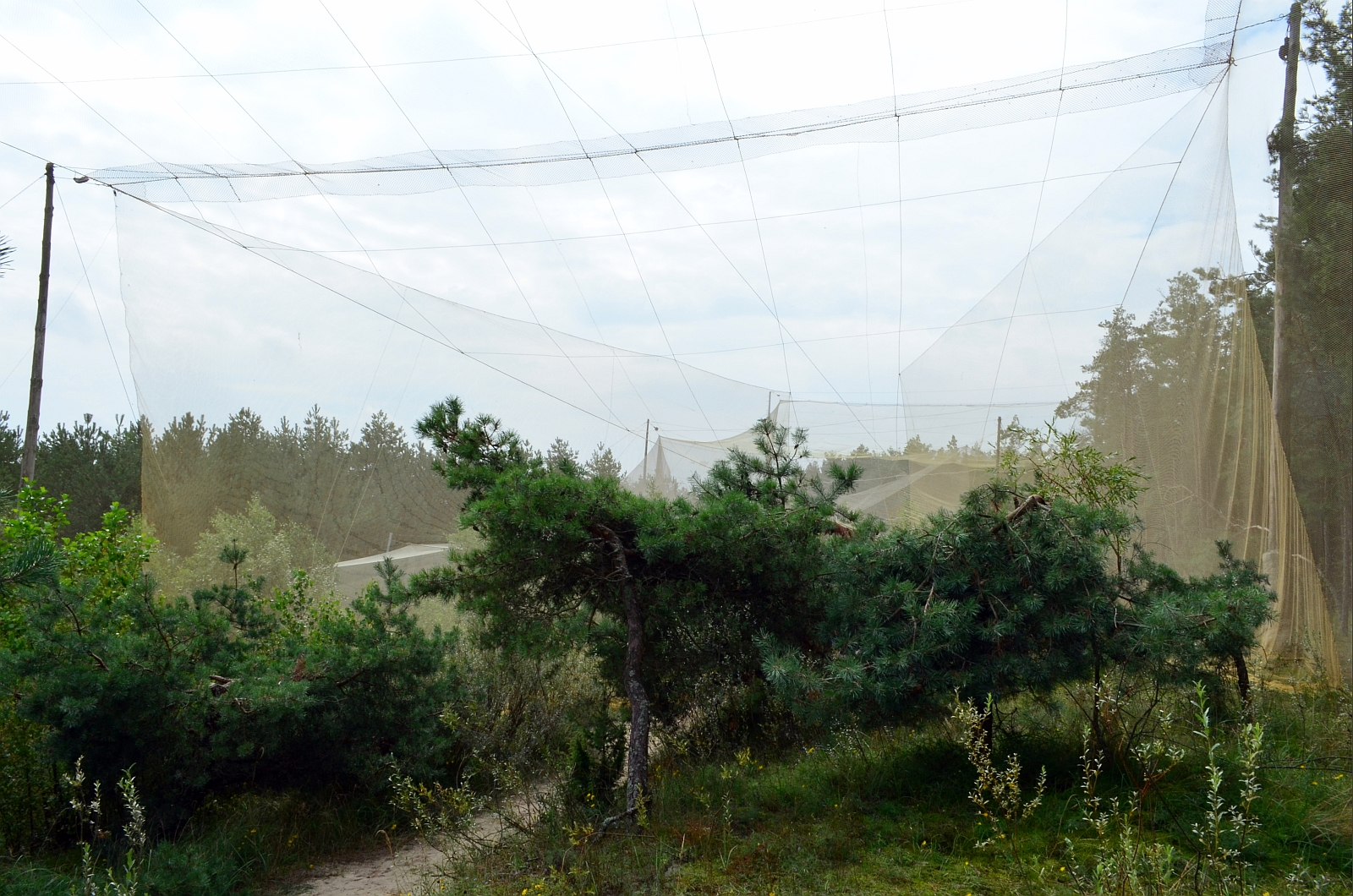
Fangnetze der Feldstation Fringilla (2011)